# Cerkiew Podwyższenia Krzyża Świętego w Andryjankach
Cerkiew pod wezwaniem Podwyższenia Krzyża Świętego – prawosławna cerkiew filialna w Andryjankach. Należy do parafii Zaśnięcia Matki Bożej w Boćkach, w dekanacie Bielsk Podlaski diecezji warszawsko-bielskiej Polskiego Autokefalicznego Kościoła Prawosławnego.

## Historia
Pierwsza cerkiew w Andryjankach wspominana jest w dokumentach pod koniec XVI w. jako siedziba autonomicznej parafii. Dysponowała własnym cmentarzem, liczyła od 550 do 850 wiernych (810 osób na początku XX w.). Świątynia uległa zniszczeniu w pożarze w 1895. Jej odbudowa została ukończona w 1914. Materiały budowlane pochodziły z rozebranego w 1912 klasztoru reformatów w Boćkach.
W czasie I wojny światowej większość prawosławnych mieszkańców dzisiejszej gminy Boćki udała się na bieżeństwo. Po ich powrocie parafia w Andryjankach została zlikwidowana, jednak cerkiew przetrwała wojnę i pozostaje czynna do dziś. 21 października 2006 została ponownie poświęcona po remoncie. W latach 2012–2013 przeprowadzono kolejny remont świątyni. Po ukończeniu rozpisania polichromii na wewnętrznych ścianach, cerkiew została poświęcona (21 maja 2016) przez metropolitę warszawskiego i całej Polski Sawę.

## Architektura
Wejście do cerkwi w Andryjankach prowadzi przez wysunięty przedsionek i drzwi z portalem. Nad przedsionkiem wznosi się dzwonnica z cebulastą kopułą zwieńczoną krzyżem. Na dzwonnicy znajdują się cztery półkoliste okna, po jednym na każdej ścianie. Nawa główna cerkwi ma kształt kwadratu. Poniżej dachu jest obramowana fryzem, okna w tej części budynku również są półkoliste. W centralnym miejscu nawy wznosi się sygnaturka z kopułą o podobnej formie. Wnętrze cerkwi ozdabiają polichromie autorstwa Joanny i Jarosława Jakimczuk, wykonane w latach 2012–2016. W ołtarzu znajdują się relikwie Świętych Młodzieńców Betlejemskich, umieszczone 21 maja 2016 (w dniu konsekracji świątyni).
Bardzo zbliżony pod względem architektonicznym obiekt znajduje się na Litwie i jest nim molenna pw. Trójcy Świętej w Duksztach, z taką różnicą, że cerkiew w Andryjankach została w ostatnich latach znacznie zmodernizowana (m.in poprzez pozłocenie kopuł czy wymianę krzyży ją wieńczących).

## Inne
Cerkiew została wpisana do rejestru zabytków 31 stycznia 1994 pod nr A-392.